# Martina (Byzantijns keizerin)
Keizerin Martina (ca.598-ca.641) was de tweede vrouw van Byzantijnse keizer Herakleios. Zij was de dochter van Maria, de zus van Herakleios. Het koppel werd dan door iedereen beticht van incest. Ze hielden veel van elkaar en hadden samen meer dan tien kinderen. Verschillende van hen hadden een handicap vermoedelijk door inteelt.
Ze vergezelde haar man op al zijn veldtochten. In 641 stierf Herakleios aan oedeem, een straf van God volgens menigeen. Drie dagen later nam Martina het initiatief om tijdens een openbare ceremonie het testament van Herakleios openbaar te maken, dit vond plaats in de Hippodroom van Constantinopel. Zo'n toespraak hoorde toe aan de keizer-opvolger, niet aan de keizerin. Afwezig waren zowel Constantijn III Herakleios, zoon van Herakleios bij zijn eerste vrouw Fabia Eudokia, als haar eigen zoon Heraklonas. Volgens de menigte kwam dit over alsof zij alle macht naar zich toe trok, waardoor haar impopulariteit nog steeg.
De situatie verergerde nog meer toen Constantijn III enkele maanden later stierf. Nu werd ze beticht van moord. De enige die haar nog steunde was de patriarch Pyrrhus I van Constantinopel. Generaal Valentinus kwam in opstand en verklaarde de elfjarige Constans II Pogonatos, zoon van Constantijn III, als wettige opvolger en marcheerde met zijn troepen richting de hoofdstad. Keizerin Martina en haar zoon Heraklonas, door iedereen verlaten, werden gevangengenomen. Zij werd haar tong afgesneden en van haar zoon sneed men de neus af. Beiden werden verbannen naar het eiland Rodos.